# Gymnusa atra
Gymnusa atra är en skalbaggsart som beskrevs av Thomas Casey 1911. Gymnusa atra ingår i släktet Gymnusa och familjen kortvingar. Inga underarter finns listade i Catalogue of Life.